# Monforte de Lemos
Monforte de Lemos – miasto w Hiszpanii w regionie Galicja w prowincji Lugo, położone w dolinie pomiędzy rzekami Miño i Sil.
W miejscowości znajduje się stacja kolejowa Monforte de Lemos, na której znajduje się Muzeum Kolejnictwa Galicji.